# Shunpei Furukawa
Shunpei Furukawa (japanisch 古川 俊平; geboren 1834 in Hakata; gestorben 1907 ebenda) war einer der ersten Fotografen in Japan.

## Leben
Shunpei Furukawa wurde 1834 in Hakata als Sohn eines Samurais geboren, dessen Familie im Dienst des damaligen Feudalfürsten von Fukuoka stand.
Im 19. Jahrhundert wurde Furukawa nach Nagasaki gesandt, um dort die Anfertigung von Daguerreotypien zu erlernen.
Shunpei gilt als einer der Fotopioniere insbesondere während der Aera der Nassplatten-Fotografie in Japan. Seine Tochter heiratete 1886 den Fotografen Shinjiro Furukawa (geboren 1863).